# برايان كريغ
برايان كريغ (بالإنجليزية: Brian Greig)‏ هو سياسي أسترالي، ولد في 22 فبراير 1966 في فريمانتل في أستراليا. حزبياً، نشط في الديمقراطيون الأستراليون. وقد انتخب عضو مجلس الشيوخ الأسترالي ‏ عن دائرة أستراليا الغربية (1 يوليو 1999 – 30 يونيو 2005).